# Paris Jam Session
Albums de Art Blakey
Art Blakey et les Jazz Messengers au Théâtre des Champs-Élysées
(1959) The Big Beat
(1960)
Paris Jam Session est un album live d'Art Blakey et les Jazz Messengers avec des apparitions invitées de Bud Powell et Barney Wilen, enregistré au Théâtre des Champs-Élysées à Paris le 18 décembre 1959. Il a été publié par Fontana à l'origine, par EmArcy en 1961, puis par Verve sur CD dans le cadre de leur série Jazz in Paris.

## Liste des pistes
| No | Titre                                                 | Durée |
| -- | ----------------------------------------------------- | ----- |
| 1. | Dance of the Infidels (Bud Powell)                    | 12:26 |
| 2. | Bouncing with Bud (Gil Fuller, Powell)                | 11:38 |
| 3. | The Midget (Lee Morgan)                               | 11:06 |
| 4. | A Night in Tunisia (Dizzy Gillespie, Frank Paparelli) | 7:02  |

## Musiciens
- Art Blakey : batterie
- Lee Morgan : trompette
- Barney Wilen : saxophone alto (pistes 1 et 2 uniquement)
- Wayne Shorter : saxophone ténor
- Bud Powell : piano (pistes 1 et 2 uniquement)
- Walter Davis Jr. : piano (pistes 3 et 4 uniquement)
- Jymie Merritt : basse